# Hamdorf
Hamdorf település Németországban, Schleswig-Holstein tartományban. Lakosainak száma 1442 fő (2023. december 31.).

## Népesség
A település népességének változása:
| Lakosok száma | 1032 | 1299 | 1279 | 1370 | 1422 | 1442 |
|               | 1975 | 2017 | 2019 | 2021 | 2022 | 2023 |